# Josef Haubrich

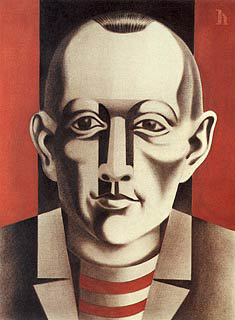
Portrait Dr. Josef Haubrich von Heinrich Hoerle (1931)

Josef Haubrich (*  15. Juni 1889 in Köln; † 4. September 1961 in Bad Münstereifel) war ein Kölner Jurist und Kunstsammler, der seine bedeutende Sammlung expressionistischer Kunst über die Jahre des Nationalsozialismus bewahren konnte und sie 1946 seiner Heimatstadt schenkte. Nach Haubrich wurde der nahe dem Neumarkt entstandene Bereich von Kultureinrichtungen Josef-Haubrich-Hof und das von 1967 bis 2001 existierende dortige Ausstellungsgebäude Josef-Haubrich-Kunsthalle genannt.

## Leben

### Kindheit, Jugend und Ausbildung
Josef Haubrich wurde 1889 als erstes Kind von Nikolaus Wilhelm Haubrich und Maria Christine Hubertine Wilhelmine Haubrich geb. Ritzefeld geboren. Er wuchs mit seinen Geschwistern Leo und Paula in wohlhabenden bürgerlichen Verhältnissen auf. Haubrich hatte durch seinen kunstinteressierten Vater schon als Kind und Jugendlicher Kontakt zur damals etablierten Kunst, etwa durch Studienreisen, aber auch durch die neu entstandenen städtischen Museen in Köln wie das Wallraf-Richartz-Museum, das Kunstgewerbemuseum, das Museum Schnütgen und das Rautenstrauch-Joest-Museum.
Nach dem Besuch einer Mittelschule und des Gymnasiums Kreuzgasse legte er das Abitur ab und nahm im  Sommersemester desselben Jahres ein Studium der Rechtswissenschaft an der Ludwig-Maximilians-Universität München auf; im Winter darauf wechselte er an die Friedrich-Wilhelms-Universität Berlin. In beiden Städten suchte er den Anschluss an die örtliche Kunstszene, verlor jedoch sein Studium nicht aus den Augen. Zwei Semester studierte er wieder heimatnah an der Rheinischen Friedrich-Wilhelms-Universität Bonn und legte 1910 am Oberlandesgericht Köln sein erstes Staatsexamen ab. Seine Dissertation mit dem Titel Die Diskontierung von Buchforderungen legte er 1913 an der Universität Rostock vor.

### Kontakt zur Kunstszene in der Vorkriegszeit
In den Jahren vor dem Ersten Weltkrieg war Bewegung in die Kölner Kunstwelt gekommen; das Wallraf-Richartz-Museum kaufte ein erstes Gemälde von van Gogh und eine Sammlung mit Bildern von Wilhelm Leibl auf; außerdem fand 1912 die für die moderne Kunst wegweisende Sonderbundausstellung mit Werken von van Gogh, Cézanne, Picasso und vielen anderen statt. Die Begegnung mit den über rund 600 Werken aktueller Kunst dürfte für den jungen Haubrich prägend für seine Begeisterung an neuen Entwicklungen in der Kunst gewesen sein. Hinzu kam 1914 die Kölner Werkbundausstellung mit weiteren Impulsen.
Nach seinem Referendariat legte Haubrich 1915 in Berlin sein Assessorexamen ab; 1916 darauf hielt er sich weitere Wochen in Berlin auf, um sich seiner Musterung zu unterziehen, bei der er wegen eines Herzfehlers dauerhaft wehrunfähig geschrieben wurde. Eine Begegnung mit Herwarth Walden und den Werken von Franz Marc in dieser Zeit gilt dem Biografen Peter Fuchs als Geburtsstunde von Haubrichs Leidenschaft für den Expressionismus. Seine erste selbsterworbene Plastik war eine Skulptur von Wilhelm Lehmbruck, der vielen noch als allzu avantgardistisch galt.
Haubrich eröffnete gemeinsam mit seinem Freund Heinrich Bodenheim (1884–1949) eine Anwaltskanzlei, die recht schnell florierte, und heiratete 1916 Johanna Kux, die Tochter des Geschäftsführers der Chemischen Fabrik Kalk. Aus der Ehe gingen die gemeinsamen Kinder Karl-Klaus (1917–1945) und Ruth Luise (* 1919) hervor.

### Aufbau der Sammlung in der Weimarer Republik
In den Jahren nach Kriegsende legte Haubrich den Grundstock für seine umfangreiche Sammlung expressionistischer Kunst. War ein Aquarell von Otto Dix in der Inflationszeit noch für einen halben US-Dollar zu erwerben, so zahlte er 1923/24 für zwei Werke von James Ensor etwa 10.000 Goldmark, den damaligen Gegenwert von mehreren hochwertigen Immobilien. Haubrich wurde stellvertretender Vorsitzender des Kölnischen Kunstvereins und schrieb unter dem Pseudonym Dr. Ludwig Josef Kunstrezensionen in der sozialdemokratischen Rheinischen Zeitung. Dabei sparte er nicht mit Kritik an der städtischen Kulturverwaltung, der er vorwarf, den Ankauf moderner Kunst zu vernachlässigen.
Nachdem seine Ehefrau 1922 gestorben und Haubrich mit seinen beiden Kindern zurückgeblieben war, heiratete er 1923 Amalie Antonie Timmermanns. Die Ehe wurde jedoch nach kurzer Zeit geschieden, und er ging 1929 eine dritte Ehe mit der jüdischen Frauenärztin Alice Gottschalk ein.

### Bewahrung „Entarteter Kunst“ 1933–1945

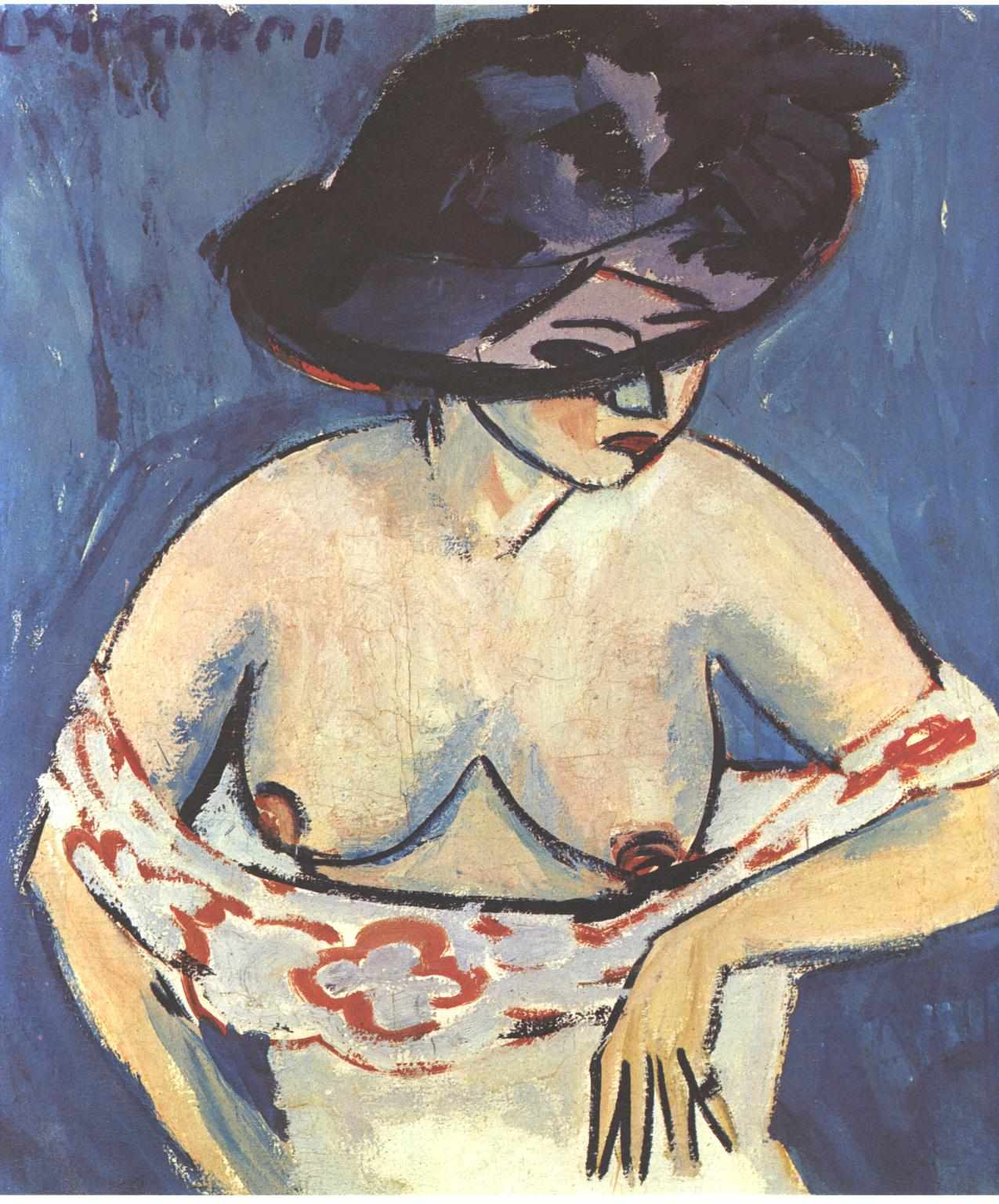
Ein Stück der Sammlung Haubrich: Weiblicher Halbakt mit Hut von Ernst Ludwig Kirchner, 1911

Nach der Machtübernahme der Nationalsozialisten fiel das Sammelgebiet Haubrichs in die Kategorie „Entartete Kunst“, und Haubrich wurde – wegen der „Rassezugehörigkeit“ seiner Ehefrau – aus dem Kölnischen Kunstverein ausgeschlossen, was aber eher pro forma umgesetzt worden sein soll. Von seinem Anwaltssozius musste er sich aus denselben Gründen trennen; die Kanzlei wurde aufgeteilt und Haubrich arbeitete von da an in seinem Privathaus.
Haubrich setzte seine Erwerbungen fort und rettete so eine ganze Reihe der in den Museen unerwünschten Kunstwerke. Während nach 1937 aus dem Wallraf-Richartz-Museum 47 Exponate – beinahe der gesamte nachimpressionistische Bestand – entfernt wurden, erweiterte Haubrich zwischen 1933 und 1945 seine Sammlung um 45 Stücke. Nach Gestapo-Durchsuchungen schaffte er einen Großteil seiner Sammlung aus seinem Haus; einen Teil lagerte er im Depot des Wallraf-Richartz-Museums, weitere Stücke außerhalb Kölns bis nach London.
Nach Kriegsausbruch konzentrierte sich Haubrich auf seine Anwaltstätigkeit und zog sich ansonsten ins Privatleben zurück. Der zunehmende Gestapo-Druck vor allem auf seine Frau trieb diese Anfang 1944 in den Suizid. Haubrich heiratete im November 1944 die verwitwete Paula Anna Berta Wegelin, geborene Sieb. Im Januar 1945 wurde er noch zum Landsturm eingezogen, aber aus gesundheitlichen Gründen nicht in Dienst gestellt. Bald darauf erfuhr er, dass sein Sohn Karl-Klaus im Kessel von Königsberg umgekommen war. Als bei den Kämpfen im Hürtgenwald die Burg Untermaubach unter Beschuss der US-Armee geriet, schaffte er in einer nächtlichen Aktion dort gelagerte Stücke des Kölnischen Kunstvereins und eigene Kunstwerke zurück nach Köln, das immer noch Luftangriffen ausgesetzt war.

### Engagement im Nachkriegs-Köln

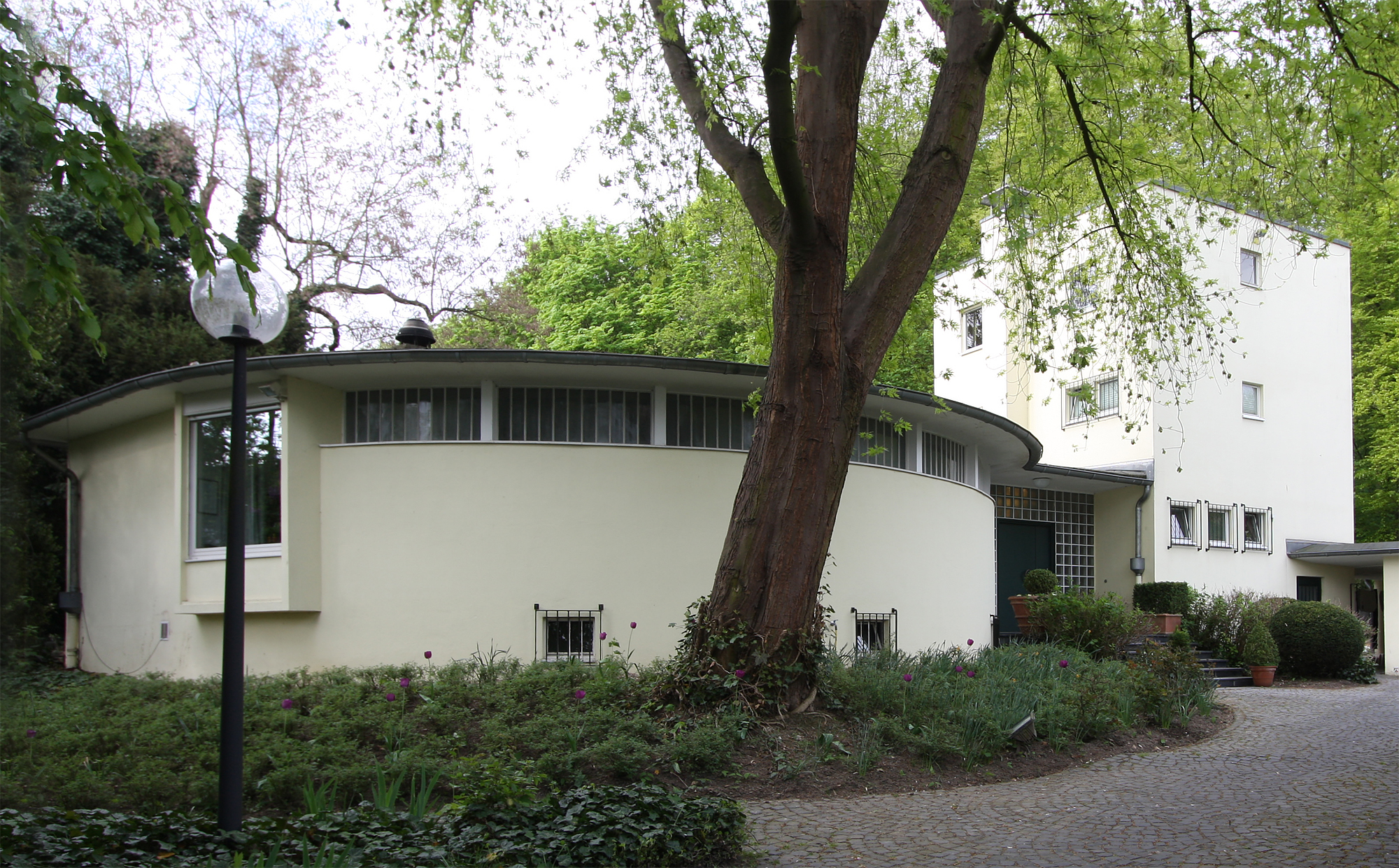
1951 baute Wilhelm Riphahn ein neues Haus für Josef Haubrich

Als bei Kriegsende 1945 Köln zu großen Teilen in Trümmern lag, hatte die Sammlung Haubrich den Krieg beinahe vollständig und unversehrt überstanden. Die einmarschierenden Amerikaner stellten Haubrichs Haus mit der Sammlung unter besonderen Schutz und vermittelten ihm eine Stelle als Anwalt bei der Militärjustiz. Im Juni 1945 übernahm jedoch die britische Besatzungsmacht Köln und unterstellte den neukonstituierten Stadtrat – dem Haubrich 1946 bis zu seinem Tod angehörte – vollständig dem Kommandeur der Militärregierung. Darüber hinaus wurde Haubrichs Privathaus beschlagnahmt.
Haubrich beschloss in dieser Situation, seine gesamte Sammlung der Stadt Köln als Schenkung zu überlassen. Am 2. Mai 1946 nahm der Stadtrat in Anwesenheit Haubrichs die Schenkung an. Sie enthielt hunderte von Gemälden, Aquarellen, Zeichnungen und Plastiken, darunter Werke von Hans Arp, Ernst Barlach, Max Beckmann, Marc Chagall, Lovis Corinth, Otto Dix, Max Ernst, George Grosz, Ernst Ludwig Kirchner, Oskar Kokoschka, Max Liebermann, Paula Modersohn-Becker, Emil Nolde, Karl Schmidt-Rottluff, Maurice Utrillo und vielen anderen. Der materielle Wert der Sammlung betrug vor der Währungsreform etwa 7 Mio. Reichsmark, bald nach der Reform stieg der Wert stark an. Der Sammler knüpfte wenige Bedingungen an die Schenkung, nahm aber noch jahrelang Einfluss auf weitere Zukäufe und die Entwicklung der Bestände. Dabei unterstützte er gemäß Schenkungsvertrag durchaus die Erweiterung und „Durchmischung“ mit Werken anderer Herkunft.

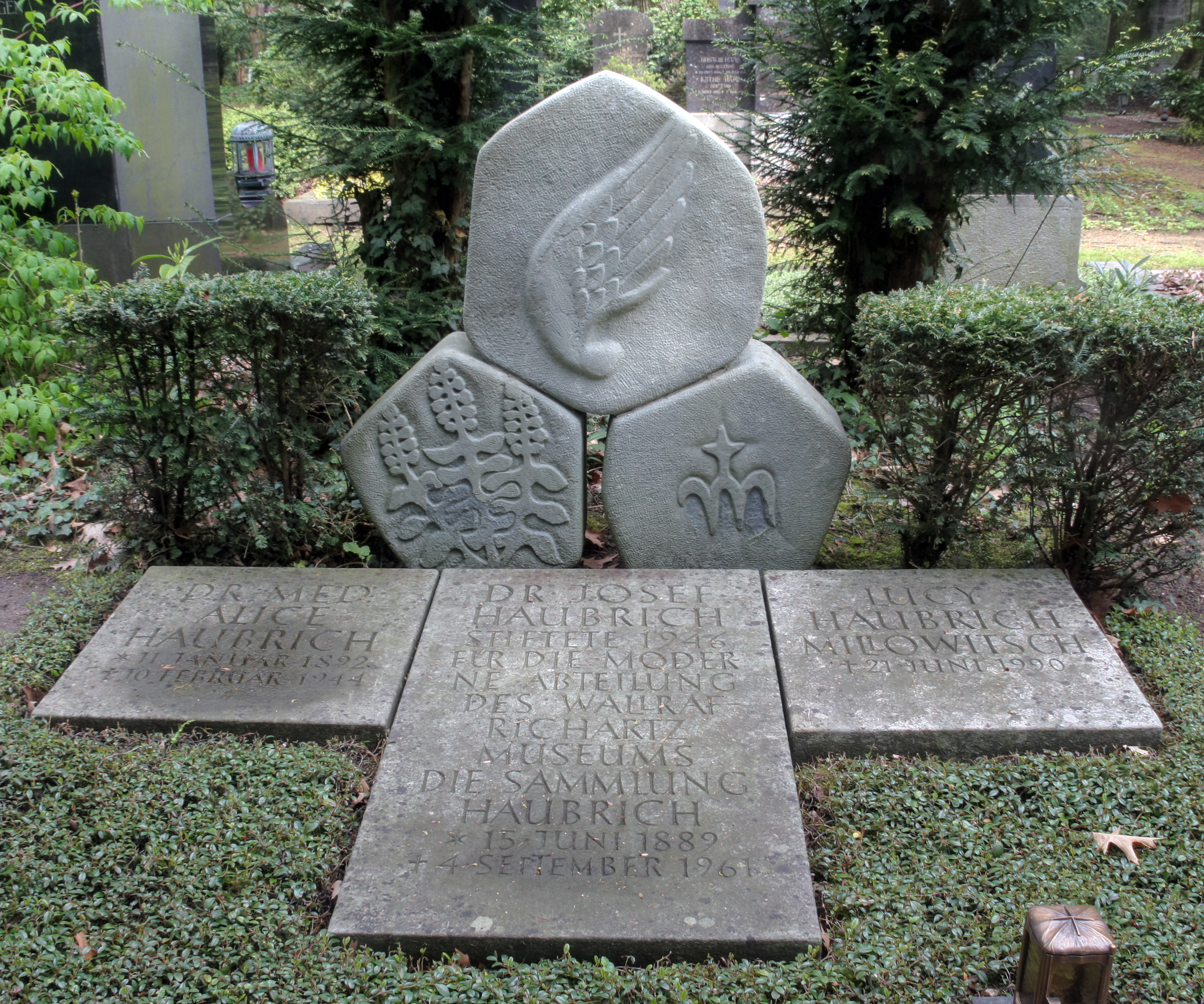
Grabstätte von Alice und Josef Haubrich sowie Lucy Millowitsch-Haubrich auf dem Melaten-Friedhof

Haubrich trug als Vorsitzender des städtischen Kulturausschusses zum Neubau des Wallraf-Richartz-Museums bei, das 1953 bis 1957 nach Plänen von Rudolf Schwarz verwirklicht wurde. Bis zur Fertigstellung des neuen Museums wurde die Sammlung – „die bedeutendste Kollektion moderner Kunst in Deutschland“ in 30 europäischen Städten auf Ausstellungen gezeigt.
Haubrich engagierte sich weiterhin in zahlreichen Organisationen und Gremien, darunter das Kuratorium der Kölner Werkschulen, der Bundesvorstand des Deutschen Werkbundes, der Landschaftsversammlung Rheinland und als Juror bei diversen Kunstpreisen. Von Wilhelm Riphahn ließ er sich 1951 in Köln-Müngersdorf ein neues Haus erbauen, in dessen so genanntem „Tuskulum“, einem Rundbau, seine Bibliothek und – leihweise – einzelne Stücke seiner Sammlung untergebracht wurden. Nachdem seine vierte Ehefrau 1959 verstorben war, heiratete er 1960 in Venezuela die Kölner Schauspielerin Lucy Millowitsch.
Im September 1961 starb Haubrich unerwartet bei einem Urlaubsaufenthalt in Bad Münstereifel an einem Hirnschlag. Er wurde auf dem Kölner Westfriedhof bestattet, 1987 allerdings zum Melaten-Friedhof umgebettet.

### Nachwirkung

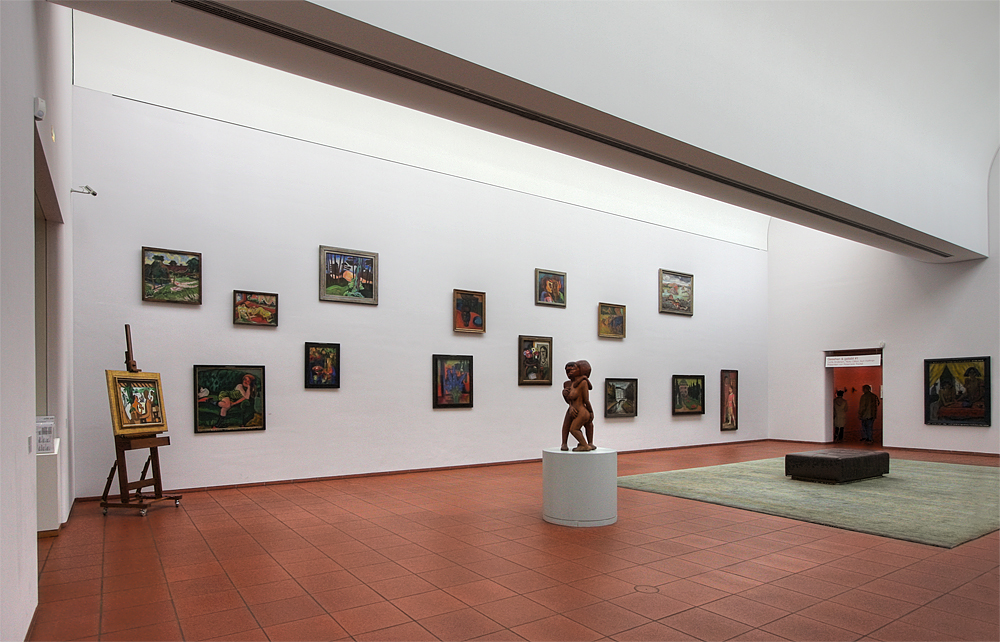
Einer der Ausstellungsräume für die Sammlung Haubrich im Museum Ludwig

Noch zu Lebzeiten Haubrichs war die Kollektion im neuerrichteten Bau des Wallraf-Richartz-Museums, heute Museum für angewandte Kunst, untergebracht worden. 1976 kam hier die umfangreiche Sammlung Ludwig dazu. Mit dem Neubau des Museum Ludwig, das zunächst auch das Wallraf-Richartz-Museum mitbeherbergte, fand die Sammlung Haubrich ihren Platz in der Dauerausstellung im ersten Stock des Ausstellungsgebäudes.
Bereits kurz nach Haubrichs Tod gab es – vom 8. Oktober bis 12. November 1961 – im Wallraf-Richartz-Museum eine Ausstellung mit dem Thema „Josef Haubrich im Bildnis“. Im März 1964 beschloss der Hauptausschuss des Stadtrates, den Platz vor der im Bau befindlichen neuen Kunsthalle zu Ehren des Stifters Josef-Haubrich-Hof zu nennen. Hier fand am 15. April 1967 auf dem Gelände des ehemaligen Bürgerhospitals die Einweihung der Kunsthalle mit den Exponaten Haubrichs statt. Am 15. Juni 1979 erhielt sie anlässlich des 90. Geburtstages von Josef Haubrich den Namen Josef-Haubrich-Kunsthalle, die im Oktober 2002 abgerissen wurde, um einem neuen Museumskomplex Platz zu machen. Die Grundsteinlegung hierfür fand am 14. Juni 2005 statt, am 22. Oktober 2010 eröffnete der neue Kulturzentrum, das das Rautenstrauch-Joest-Museum für Völkerkunde, eine Erweiterung des bestehenden Museum Schnütgen, einen Teil der dort bereits ansässigen Volkshochschule und den museumspädagogischen Dienst der Stadt Köln aufgenommen hat. Das 88,5 Meter lange Gebäude hat einen 21 Meter hohen Eingang bei einer Gesamthöhe von 24 Metern und besitzt eine Ausstellungsfläche 4.939 m².

## Auszeichnungen

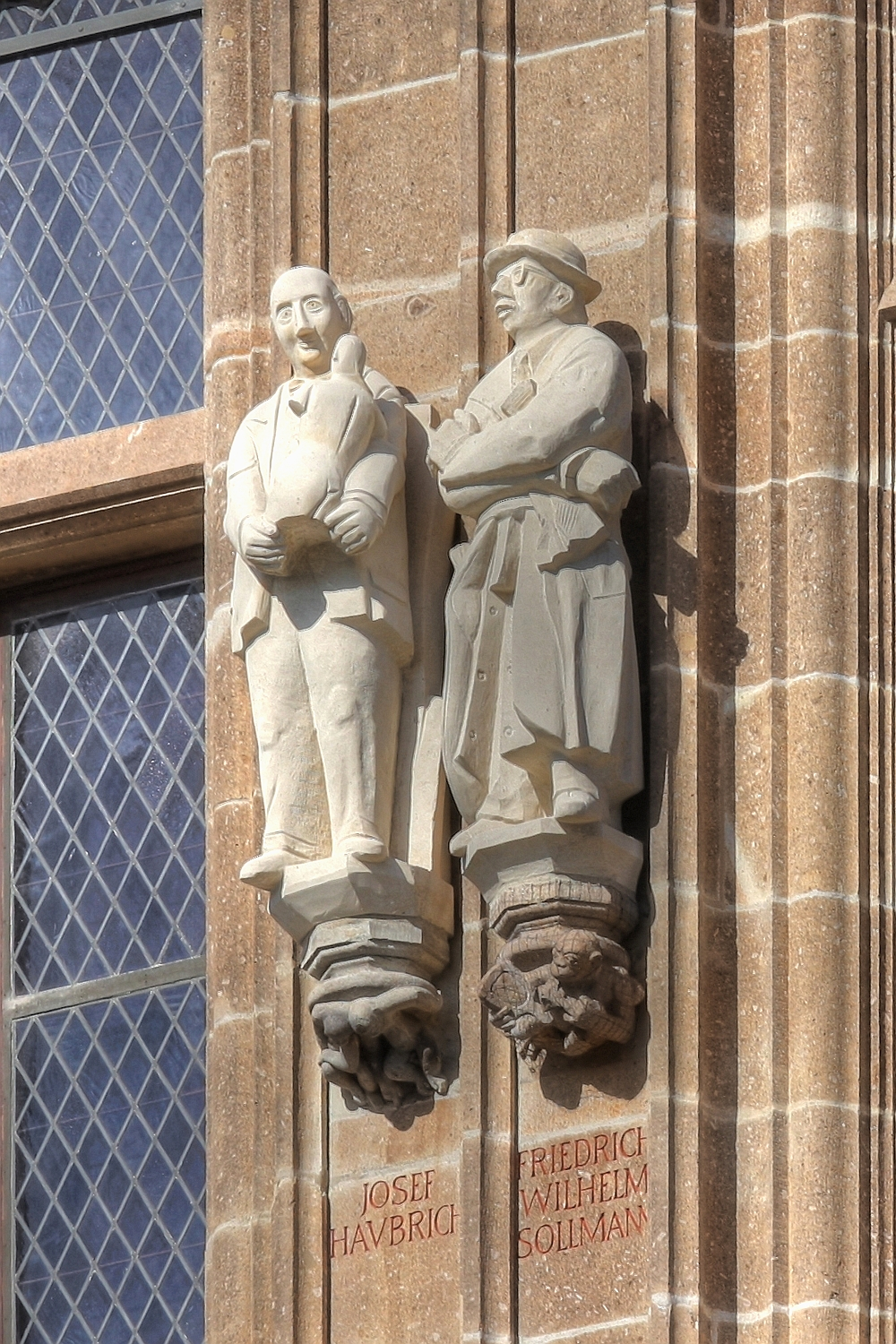
Links: Haubrich

- 1954 Großes Verdienstkreuz des Verdienstordens der Bundesrepublik Deutschland
- 1961 Komturkreuz des Verdienstordens der Republik Italien
- 1959 Belgischer Leopoldsorden
- 1959 Ehrendoktorwürde der Philosophischen Fakultät der Universität zu Köln
- Seit 1991 schmückt seine Figur, gestiftet vom Ehepaar Ludwig, den Rathausturm[6]
- 2016, postum, Jabach-Medaille der Stadt Köln zum 70. Jahrestag seiner Schenkung[7]